# Variété de Shimura
 (avril 2023).
Le contenu est difficilement compréhensible vu les erreurs de traduction, qui sont peut-être dues à l'utilisation d'un logiciel de traduction automatique.
En algèbre, les variétés de Shimura sont des analogues de dimension élevée des courbes modulaires. Elles sont formées comme la variété de quotient d'un espace hermitien symétrique par rapport à un sous-groupe de congruence d'un groupe réductif algébrique (défini sur les nombres rationnels).
Les variétés de Shimura portent le nom du mathématicien nippo-américain Gorō Shimura.

## Définition formelle
Notation:
- {\displaystyle \mathbb {G} _{m}} est le groupe multiplicatif (un groupe algébrique), c'est-à-dire[1]

{\displaystyle \mathbb {G} _{m}=\operatorname {Spec} k[S,T]/(ST-1).}
- {\displaystyle \mathbb {S} =\operatorname {Res} _{\mathbb {C} /\mathbb {R} }\mathbb {G} _{m}} est le tore de Deligne, c'est-à-dire le tore algébrique sur {\displaystyle \mathbb {R} }, que l'on obtient de {\displaystyle \mathbb {G} _{m}} sur {\displaystyle \mathbb {C} } par la restriction de Weil (restriction des scalaires (en))[2].
- {\displaystyle G_{\mathbb {R} }^{\operatorname {ad} }} est le groupe adjoint de {\displaystyle G_{\mathbb {R} }}, c'est-à-dire le groupe de quotient de{\displaystyle G_{\mathbb {R} }} avec son centre.
- {\displaystyle \mathbb {A} _{f}} est l'anneau adélique finie de {\displaystyle \mathbb {Q} }, c'est-à-dire le produit restreint

{\displaystyle \mathbb {A} _{f}=\prod _{l}(\mathbb {Q} _{l},\mathbb {Z} _{l}):=\left\{(a_{l})\in \prod \mathbb {Q} _{l}\mid a_{l}\in \mathbb {Z} _{l}{\text{ vaut pour presque tout }}l\right\}}
où {\displaystyle l} parcourt les éléments premiers finis de {\displaystyle \mathbb {Q} }.
- {\displaystyle \Gamma _{g}} est le sous-groupe {\displaystyle gKg^{-1}\cap G(\mathbb {Q} )_{+}} de {\displaystyle G(\mathbb {Q} )_{+}}.
- {\displaystyle X^{+}} est composant connexes de {\displaystyle X}.

### Donnée de Shimura
Une donnée de Shimura est une paire {\displaystyle (G,X)} constitué d'un groupe réductif {\displaystyle G} sur {\displaystyle \mathbb {Q} } et une classe {\displaystyle G(\mathbb {R} )}-conjugaison {\displaystyle X} des homomorphismes {\displaystyle h:\mathbb {S} \to G_{\mathbb {R} }}, qui doit vérifier :
1. Pour tout {\displaystyle h\in X}, {\displaystyle \operatorname {Ad} \circ h} définit une structure de Hodge sur l'algèbre de Lie {\displaystyle \operatorname {Lie} (G_{\mathbb {R} })} de type
{\displaystyle \{(-1,1),(0,0),(1,-1)\}.}
2. Pour tout {\displaystyle h\in X}, l'operation {\displaystyle \operatorname {ad} (h(i))} est une involution de Cartan de {\displaystyle G_{\mathbb {R} }^{\operatorname {ad} }}.
3. {\displaystyle G^{\operatorname {ad} }} n'a pas de {\displaystyle \mathbb {Q} }-facteur sur lequel la projection de {\displaystyle h} est triviale[4]

Exemple
- Soit {\displaystyle G:=GL_{2}(\mathbb {Q} )} et {\displaystyle h:\mathbb {S} \to GL_{2}(\mathbb {R} )} (la notation GL désignant les groupes linéaires) défini par

{\displaystyle h:a+b{\rm {i}}\mapsto {\begin{pmatrix}a&b\\-b&a\end{pmatrix}}}
et {\displaystyle X} est l'ensemble des {\displaystyle GL_{2}(\mathbb {R} )}-conjugués de {\displaystyle h}
{\displaystyle X:=\{h_{g}:=ghg^{-1}\}_{g\in GL_{2}(\mathbb {R} )}.}
Alors {\displaystyle (G,X)} est une donnée de Shimura.

### Variétés de Shimura
Soit {\displaystyle (G,X)} une donnée de Shimura.
Espace de double classe
Pour un sous-groupe compact et ouvert {\displaystyle K\subset G(\mathbb {A} _{f})}, on définit l'espace de double classe (en anglais double coset space) par
{\displaystyle \operatorname {Sh} _{K}(G,X):=G(\mathbb {Q} )\setminus X\times G(\mathbb {A} _{f})/K,}
avec l'opération
{\displaystyle q(x,a)k=(qx,qak),\quad q\in G(\mathbb {Q} ),\quad x\in X,\quad a\in G(\mathbb {A} _{f}),\quad k\in K.}
Cette opération signifie que {\displaystyle G(\mathbb {Q} )} opère sur les deux composants {\displaystyle X} et {\displaystyle G(\mathbb {A} _{f})} à partir de la gauche. {\displaystyle K} n'opère que sur la deuxième composante {\displaystyle G(\mathbb {A} _{f})} à partir de la droite.

#### Union des variétés algébriques
{\displaystyle \operatorname {Sh} _{K}(G,X)} est une union disjointe finie de variétés arithmétiques localement symétriques
{\displaystyle \operatorname {Sh} _{K}(G,X)=\bigsqcup _{g}\Gamma _{g}\setminus X^{+}}
(voir par exemple  pour la définition de telles variétés algébriques {\displaystyle \Gamma _{g}\setminus X^{+}}).

#### Système inverse
Si on fait varier {\displaystyle K} (suffisamment petit), on obtient un système inverse (aussi appelé système projectif) de variétés algébriques
{\displaystyle (\operatorname {Sh} _{K}(G,X))_{K}.}
{\displaystyle G(\mathbb {A} _{f})} opère sur ce système à travers
{\displaystyle K\mapsto g^{-1}Kg,\quad g\in G(\mathbb {A} _{f})}
et
{\displaystyle {\begin{aligned}{\mathcal {T}}(g):\operatorname {Sh} _{K}(G,X)&\to \operatorname {Sh} _{g^{-1}Kg}(G,X)\\(x,a)&\mapsto (x,ag).\end{aligned}}}
Ce système inverse muni de l'opération {\displaystyle G(\mathbb {A} _{f})} est appelé variété de Shimura et est noté avec {\displaystyle \operatorname {Sh} (G,X)}.